# Parcs nationaux du Danemark
| Mols Bjerge Thy mer des Wadden Skjoldungernes Land Kongernes Nordsjælland |

Les parcs nationaux du Danemark sont un ensemble de quatre parcs nationaux situés au Danemark ainsi qu'un parc national couvrant une grande partie du Groenland.
Le premier parc national du Danemark est le parc national du Nord-Est-du-Groenland, fondé en 1974 et agrandi en 1988 pour devenir la plus vaste aire protégée terrestre au monde. Mais il fallut attendre 2008 avant la création du premier parc national au Danemark même.

## Liste des parcs
- Parc appartenant au patrimoine mondial de l'Unesco
- Parc appartenant à une réserve de biosphère de l'Unesco

| Nom                    | Image | Région               | Superficie  | Fondation              | Description |
| ---------------------- | ----- | -------------------- | ----------- | ---------------------- | --- |
| Nord-Est-du-Groenland  |       | Groenland            | 972 000 km2 | 1974 (agrandi en 1988) | Environ un quart du Groenland, composé en grande partie de glaciers et de paysage de toundra.                                                 |
| Thy                    |       | Jutland du Nord      | 244 km2     | 2008                   | Longue région littorale, avec des plages et des dunes, parfois couvertes de landes, laissant place à des forêts de pins plus dans les terres. |
| Mols Bjerge            |       | Jutland central      | 180 km2     | 2009                   | Paysage varié entre la mer et les collines, avec une grande biodiversité et une riche histoire.                                               |
| Mer des Wadden         |       | Danemark-du-Sud      | 1 466 km2   | 2010                   | Partie danoise de la mer des Wadden. Les îles sont une halte importante pour des millions d'oiseaux.                                          |
| Skjoldungernes Land    |       | Sjælland-Hovedstaden | 170 km2     | 2015                   | Partie sud du fjord de Roskilde. Région mêlant une histoire riche et une nature variée entre mer et forêts.                                   |
| Kongernes Nordsjælland |       | Hovedstaden          | 263 km2     | 2018                   | Région de landes et de forêts |